# Ріккардо Маркіцца
Ріккардо Маркіцца (італ. Riccardo Marchizza, нар. 26 березня 1998, Рим) — італійський футболіст, лівий захисник клубу «Фрозіноне».
Виступав за молодіжну збірну Італії.

## Клубна кар'єра
Народився 26 березня 1998 року в Римі. Вихованець юнацьких команд футбольних клубів «Тор Лупара» та «Рома». У дорослому футболі дебютував у сезоні 2016/17 у складі основної команди «Роми», взявши участь в одній грі Ліги Європи. 
2017 року перейшов до іншого вищолігового клубу, «Сассуоло», звідки згодом віддавався в оренду до друголігових «Авелліно», «Кротоне» та «Спеції». У складі останньої 2020 року здобув підвищення в класі і в сезоні 2020/21 дебютував на рівні елітної Серії A. 
Наступного сезону також грав у найвищому дивізіоні, захищаючи вже кольори «Емполі», також як орендований із «Сассуоло» гравець. Сезон 2022/23 проводив вже у складі «Сассуоло», де, утім, був лише гравцем ротації.
13 липня 2023 року за 1,5 мільйона євро перейшов до «Фрозіноне».

## Виступи за збірні
2013 року дебютував у складі юнацької збірної Італії (U-16), загалом на юнацькому рівні за команди різних вікових категорій взяв участь у 32 іграх, відзначившись двома забитими голами.
Протягом 2018—2021 років залучався до складу молодіжної збірної Італії. У її складі був учасником молодіжного Євро-2021, на якому італійці припинили боротьбу на рівні чвертьфіналів. На молодіжному рівні зіграв у 9 офіційних матчах, забив один гол. 

## Статистика виступів

### Статистика клубних виступів
Станом на 2 вересня 2023
| Сезон              | Команда            | Чемпіонат          | Чемпіонат | Чемпіонат | Національний кубок | Національний кубок | Національний кубок | Континентальні кубки | Континентальні кубки | Континентальні кубки | Інші змагання | Інші змагання | Інші змагання | Усього | Усього |
| Сезон              | Команда            | Ліга               | Ігор      | Голів     | Ліга               | Ігор               | Голів              | Ліга                 | Ігор                 | Голів                | Ліга          | Ігор          | Голів         | Ігор   | Голів  |
| ------------------ | ------------------ | ------------------ | --------- | --------- | ------------------ | ------------------ | ------------------ | -------------------- | -------------------- | -------------------- | ------------- | ------------- | ------------- | ------ | ------ |
| 2016–17            | «Рома»             | A                  | 0         | 0         | КІ                 | 0                  | 0                  | ЛЧ+ЛЄ                | 0+1                  | 0                    | -             | -             | -             | 1      | 0      |
| 2017–18            | «Авелліно»         | B                  | 18        | 0         | КІ                 | 0                  | 0                  | -                    | -                    | -                    | -             | -             | -             | 18     | 0      |
| 2018–19            | «Кротоне»          | B                  | 17        | 0         | КІ                 | 3                  | 0                  | -                    | -                    | -                    | -             | -             | -             | 20     | 0      |
| 2019–20            | «Спеція»           | B                  | 23        | 0         | КІ                 | 0                  | 0                  | -                    | -                    | -                    | -             | -             | -             | 23     | 0      |
| 2020–21            | «Спеція»           | A                  | 24        | 0         | КІ                 | 1                  | 0                  | -                    | -                    | -                    | -             | -             | -             | 25     | 0      |
| Усього за «Спецію» | Усього за «Спецію» | Усього за «Спецію» | 47        | 0         |                    | 1                  | 0                  |                      | -                    | -                    |               | -             | -             | 48     | 0      |
| 2021–22            | «Емполі»           | A                  | 19        | 0         | КІ                 | 3                  | 0                  | -                    | -                    | -                    | -             | -             | -             | 22     | 0      |
| 2022–23            | «Сассуоло»         | A                  | 10        | 0         | КІ                 | 0                  | 0                  | -                    | -                    | -                    | -             | -             | -             | 10     | 0      |
| 2023–24            | «Фрозіноне»        | A                  | 3         | 0         | КІ                 | 1                  | 0                  |                      | -                    | -                    |               | -             | -             | 4      | 0      |
| Усього за кар'єру  | Усього за кар'єру  | Усього за кар'єру  | 114       | 0         |                    | 8                  | 0                  |                      | 1                    | 0                    |               | -             | -             | 123    | 0      |